# Bandiera del Territorio di Stavropol'
La bandiera del Territorio di Stavropol' in Russia, è una croce nordica caricata con lo stemma del Krai al centro. La croce stessa è bianca su sfondo dorato. In una versione lo stemma è raffigurato interamente in oro, in corrispondenza dello sfondo della bandiera. In un'altra versione, è nella sua gamma completa di colori.
La bandiera è stata adottata ufficialmente dal Consiglio di Stato di Stavropol il 15 maggio 1997. Le proporzioni sono 2:3 secondo il secondo articolo della legge sulla bandiera del Territorio.